# Laia Raventós Roig
Laia Raventós Roig   (Santa Eulàlia de Riuprimer, 4 d'abril de 1997) és una jugadora de bàsquet catalana.
Base, començà a practicar el bàsquet al Club Bàsquet Vic i a l'Escola de Bàsquet Femení d’Osona. Completà la seva formació al Segle XXI, amb el qual debutà a la Lliga femenina 2 estatal. El 2015 marxà a jugar a la Lliga NCAA amb el Charlotte 49ers durant quatre temporades, on aconseguí el rècord d'assistències de l'equip. La temporada 2020-21 fitxà pel Cadí la Seu amb el qual guanyà dues Lligues catalanes (2021, 2022) i disputà la fase final de la Copa de la Reina i l'Eurocup Femenina. Internacional amb la selecció espanyola en categories de formació, es proclamà campiona d'Europa sub-16 (2013), sub-18 (2015) i sub-20 (2017) i aconseguí el subcampionat del Món sub-17 (2014)